# Kathrin Boron
Kathrin Boron (Eisenhüttenstadt, República Democràtica Alemanya, 4 de novembre de 1969) és una ex-remadora alemanya de la RDA, guanyadora de cinc medalles olímpiques i vuit títols mundials. Competí amb el club SV Dynamo / SG Dynamo Potsdam.
Als 22 anys participà als Jocs Olímpics d'Estiu de 1992 celebrats a Barcelona, on aconseguí guanyar la medalla d'or a la prova femenina de doble scull. Als Jocs Olímpics d'Estiu de 1996 realitzats a Atlanta (Estats Units) aconseguí la medalla d'or, si bé a la prova de quàdruple scull. Als Jocs Olímpics d'Estiu de 2000 realitzats a Sydney (Austràlia) tornà a guanyar la medalla d'or a la prova de doble scull. Als Jocs Olímpics d'Estiu de 2004 realitzats a Atenes (Grècia) tornà a passar-se a la disciplina del quàdruple scull, on tornà a guanyar la medalla d'or. Finalment, als Jocs Olímpics d'Estiu de 2008 realitzats a Pequín (Xina) aconseguí guanyar la medalla de bronze en aquesta última disciplina. Al llarg de la seva carrera guanyà 13 medalles al Campionat del Món de rem, destacant vuit medalles d'or (doble scull: 1990, 1991, 1997, 1999 i 2001; quàdruple scull: 1989, 1997 i 1998), sent la primera al campionat que es disputà a l'illa de Tasmània.
L'any 2009 fou guardonada amb la Medalla Thomas Keller per la seva trajectòria esportiva. Boron es casà amb el també remer i medallista olímpic Jens Köppen.